# Verwaltungsgemeinschaft Unstrut-Hainich
De Verwaltungsgemeinschaft Unstrut-Hainich  in het landkreis Unstrut-Hainich-Kreis in de Duitse deelstaat Thüringen was een gemeentelijk samenwerkingsverband waarbij zeven gemeenten waren aangesloten. Het bestuurscentrum bevond zich in Großengottern.

## Geschiedenis
Het verband werd op 1 januari 2019 opgeheven en zes gemeente fuseerden tot de gemeente Unstrut-Hainich, die als erfüllende Gemeinde de rol van het verband overnam van de zevende gemeente, Schönstedt.

## Deelnemende gemeenten
1. Altengottern (1.116)
2. Flarchheim (482)
3. Großengottern (2.333)
4. Heroldishausen (210)
5. Mülverstedt (718)
6. Schönstedt (1.452)
7. Weberstedt (599)